# Horse Island, Highland
Horse Island är en ö i Storbritannien.   Den ligger i kommunen Highland och riksdelen Skottland, i den norra delen av landet, 800 km nordväst om huvudstaden London. Arean är 1,1 kvadratkilometer.
Terrängen på Horse Island är platt. Öns högsta punkt är 52 meter över havet. Den sträcker sig 2,1 kilometer i nord-sydlig riktning, och 0,9 kilometer i öst-västlig riktning.